# Frank Kuhnt
Frank Kuhnt (* 6. November 1954) war Fußballspieler in der DDR-Oberliga, der höchsten Spielklasse des DDR-Fußball-Verbandes. Dort spielte er für die BSG Chemie Buna Schkopau und den Halleschen FC Chemie.

## Sportliche Laufbahn
Kuhnt kam als 24-Jähriger im Januar 1979 nach Schkopau zur Betriebssportgemeinschaft (BSG) Chemie Buna. Dort spielte er zunächst in der zweitklassigen DDR-Liga und wurde bereits in seiner zweiten Saison 1979/80 mit zehn Treffern bester Torschütze seiner Mannschaft. 1980/81 erreichte Schkopau überraschend den Aufstieg in die Oberliga. An den 22 Punkt- und acht Aufstiegsspielen war der 1,74 m große Kuhnt mit 29 Einsätzen beteiligt und wurde diesmal mit 16 Meisterschaftstreffern Torschützenkönig der Ligastaffel C. In der Aufstiegsrunde war er noch einmal mit drei Toren erfolgreich.
In der Oberligasaison 1981/82 wurde Kuhnt bei der BSG Chemie Buna in allen 13 Spielen der Hinrunde eingesetzt und spielte in der Regel auf der Position des rechten Stürmers. Dabei erzielte er drei Tore. Beim Lokalrivalen Hallescher FC Chemie (HFC) musste zu Beginn der Rückrunde Rechtsaußenstürmer Holger Krostitz ersetzt werden, der seinen Armeedienst ableisten musste. Im DDR-Fußballgeschehen als Fußballklub gegenüber der BSG bevorteilt, veranlasste der HFC die Delegierung Kuhnts zur eigenen Mannschaft. Kuhnt gelang es aber nicht, sich in der Hallenser Oberligamannschaft durchzusetzen. Zwischen Februar und August 1982 kam er zwar in elf von 16 ausgetragenen Punktspielen zum Einsatz, darunter waren jedoch nur drei Begegnungen, die er über die volle Spieldauer absolvierte. Ende 1982 wurde Kuhnt zur BSG Chemie Buna Schkopau zurückdelegiert.
Kuhnt hatte inzwischen ein Studium zum Diplomingenieur abgeschlossen und spielte für Schkopau noch bis 1985 in der DDR-Liga. Im Sommer 1985 wechselte er im Alter von 30 Jahren zum drittklassigen Bezirksligisten Stahl Merseburg und tauchte danach nicht mehr im höherklassigen Fußball auf.